# 张海波 (1964年)
张海波（1964年4月—），男，汉族，河北玉田人，中华人民共和国政治人物，二级大法官。

## 生平
曾长期在天津市检察机关工作，历任天津市人民检察院第一分院副检察长；天津市滨海新区人民检察院副检察长、检察长；天津市人民检察院第一分院检察长；天津市人民检察院副检察长（正局级）。
2018年1月，升任甘肃省高级人民法院院长、党组书记。2018年2月24日，当选为第十三届全国人大代表。
2023年1月，转任广东省高级人民法院院长、党组书记。